# Junya Kato
Junya Kato (加藤 潤也 Katō Jun'ya?, Fukuyama, Hiroshima, 30 de diciembre de 1994) es un futbolista japonés que juega como delantero en el F. C. Imabari.

## Trayectoria

### Clubes
| Club                   | País  | Año       |
| ---------------------- | ----- | --------- |
| Gainare Tottori        | Japón | 2017-2018 |
| Thespakusatsu Gunma    | Japón | 2019-2022 |
| Zweigen Kanazawa       | Japón | 2023      |
| Renofa Yamaguchi F. C. | Japón | 2024      |
| F. C. Imabari          | Japón | 2024-     |